# Генрі Веллс
Генрі Веллс (англ. Henry Wells, 12 грудня 1805, Тетфорд, Вермонт, США — 10 грудня 1878, Глазго, Сполучене Королівство) — американський бізнесмен, що зіграв важливу роль в історії як American Express Company, так і Wells Fargo & Company.

## Життя
Народився 12 грудня 1805 в Тетфорді, штат Вермонт, в сім'ї Доротеї «Дороті» (Рендалл) і Шиплі Уеллса. Він був членом сьомого покоління своєї родини в Америці. Його початковим предком був англійський іммігрант Томас Уеллс (1590—1659), який прибув до Массачусетса в 1635 і був єдиною людиною в історії Коннектикуту, яка обіймала всі чотири найвищі посади: губернатора, заступника губернатора, скарбника та секретаря.
У дитинстві працював на фермі і відвідував школу у Файєті. У 1822 був учнем у шкірярів і шевців у місті Пальмірі.

## Кар'єра
У 1836 став вантажним агентом на каналі Ері і незабаром розпочав власний бізнес. Пізніше він працював у Harnden's Express в Олбані. Коли Уеллс припустив, що послуги можна розширити на захід від міста Баффало, Вільям Ф. Харнден закликав Уеллса почати бізнес за власний рахунок. У 1841 році Генрі Уеллс разом з Джорджем Е. Помероєм і Кроуфордом Лівінгстоном створили фірму Pomeroy & Company. У своїй галузі вони конкурували з поштовим відділенням Сполучених Штатів, перевозячи товари за ціною, меншою ніж в державної компанії. Вони отримали значну народну підтримку і внаслідок цього уряд був змушений знизити свої ставки в 1845 і знову в 1851
У 1844 на зміну Pomeroy & Company прийшла компанія Livingston, Wells & Company, до складу якої входили Кроуфорд Лівінгстон, Генрі Уеллс, Вільям Фарго та Таддеус Померой. 1 квітня 1845 року Уеллс, Фарго та Деніел Даннінг заснували Western Express Wells & Company — відому просто як Western Express, оскільки це була перша така компанія на захід від Буффало. Послуги спочатку пропонувалися аж до Детройта, швидко поширюючись на Чикаго, Сент-Луїс та Цинциннаті .
У 1846 продав свою частку в Western Express Вільяму Лівінгстону, після чого фірма стала Livingston, Fargo & Company. Коли Кроуфорд Лівінгстон помер у 1847, ще один з його братів вступив у фірму, яка стала Wells & Company. (Однак Livingston, Wells & Company продовжувала працювати під цією фірмою в Англії, Франції та Німеччині.)

### Компанії American Express і Wells Fargo
На початку 1850 створив Wells, Butterfield & Company з Джоном Баттерфілдом як наступником Butterfield & Wasson. Того ж року компанія American Express була створена як консолідація Wells & Company; Livingston, Fargo & Company; і Wells, Butterfield & Company. Уеллс був президентом American Express з 1850 по 1868 рік Приблизно під час створення компанії він переїхав в місто Аврору, яке залишилося його домом на все життя. Там він побудував грандіозну резиденцію під назвою Глен Парк. Його спроектував відомий архітектор Ей Джей Девіс, а територію — Ендрю Джексон Даунінг, інший відомий архітектор. Пізніше нерухомість стала частиною коледжу Уеллса.
18 березня 1852 коли Джон Баттерфілд та інші директори American Express виступали проти розширення послуг компанії в Каліфорнії, Уеллс організував Wells, Fargo & Company. Едвін Б. Морган з Аврори був першим президентом компанії, а Уеллс, Вільям Фарго, Джонстон Лівінгстон і Джеймс Маккей входили до правління як Wells Fargo, так і American Express.
У вересні 1853 Wells Fargo & Company придбала Livingston, Wells & Company, яка була її швидкісним і банківським кореспондентом в Англії, Франції та Німеччині. Навесні 1854 року деякі з директорів Wells Fargo переконалися, що покупка була здійснена через невизначені спотворення Уеллса, Джонстона Лівінгстона, Вільяма Н. Беббітта та С. Де Вітта Бладгуда.
Був президентом New Granada Canal & Steam Navigation Company у 1855 році. В Аврорі він був президентом Першого національного банку Аврори, а в 1867 році також першим президентом залізниці озера Каюга.

### Пізніші починання
Уеллс вийшов з ради директорів Wells Fargo в 1867. Він також пішов у відставку з посади президента American Express у 1868 році, коли вона була об'єднана з Merchants Union Express Company під президентством Вільяма Фарго. Також у 1868 році Уеллс заснував Уеллс-коледж в Аврорі, отримавши кошти, щоб зробити його одним із перших жіночих коледжів у Сполучених Штатах.
Одним з останніх підприємств Уеллса була компанія Arizona & New Mexico Express, президентом якої він був до 1876 року.

## Особисте життя
5 вересня 1827 одружився з Сарою Керолайн Дагґетт (1803—1859). У них було четверо дітей:
- Чарльз Уеллс
- Мері Елізабет Веллс (1830—1884)
- Оскар А. Веллс (1833—1909)
- Едвард Веллс

Після смерті першої дружини 13 жовтня 1859 одружився з Мері Прентіс з Бостона в 1861 році.
Помер у Глазго 10 грудня 1878 року, за два дні до свого 73-річчя. Його привезли додому, де й поховали на місцевому кладовищі Оук-Глен в Аврорі. Його тіло було перевезено назад до Сполучених Штатів на борту пароплава «Ефіопія». Похорон відбувся в його будинку в Аврорі.